# Heidi Neururer
Heidi Neururer (* 5. Jänner 1979 in Innsbruck) ist eine ehemalige österreichische Snowboarderin und Weltmeisterin im Parallelslalom (2007).

## Leben
Nach einem Jahr in der ASA (Austrian Snowboard Association), Austria Cup und Continental Open, bekam Heidi Neururer eine Wild Card für die ISF World Pro Tour.

2001 wechselte sie zum Österreichischen Skiverband (FIS) und trainierte dort bis zur Saison 2012/2013. Von 2002 bis 2012 war sie Heeressportlerin im Heeressportzentrum des Österreichischen Bundesheers.
Im März 2013 bestritt sie ihr letztes Weltcuprennen in Arosa, an dem Ort, wo sie bei der Snowboard-Weltmeisterschaft 2007 die Goldmedaille im Parallelslalom gewann. Insgesamt bestritt sie 143 Weltcuprennen, von denen sie 55 Top-10-Platzierungen sowie 24 Podiums erreichte.
Im März 2013 erklärte sie ihre aktive Zeit im Rennsport für beendet.
Nach ihrer Karriere als Leistungssportlerin absolvierte sie ein Bachelor-Studium für Management and Economics an der Universität Innsbruck, welches sie 2015 erfolgreich abgeschlossen hat.
2016 nahm sie bei der 10. Staffel von Dancing Stars teil.
Heidi Neururer studierte in Krems an der Donau und lebt in Wien.
Der Skirennläufer Benjamin Raich ist ihr Cousin.

## Sportliche Erfolge

### Weltcupsiege
| Datum             | Ort             | Land     | Disziplin             |
| ----------------- | --------------- | -------- | --------------------- |
| 9. Februar 2007   | Shukolovo       | Russland | Parallel-Slalom       |
| 8. Dezember 2007  | Limone Piemonte | Italien  | Parallel-Riesenslalom |
| 20. Jänner 2008   | La Molina       | Spanien  | Parallel-Slalom       |
| 21. Dezember 2008 | Arosa           | Schweiz  | Parallel-Slalom       |

### Weltmeisterschaften
| WM                     | Datum           | Disziplin       | Medaille |
| ---------------------- | --------------- | --------------- | -------- |
| Whistler Mountain 2005 | 19. Jänner 2005 | Parallel-Slalom | Silber   |
| Arosa 2007             | 17. Jänner 2007 | Parallel-Slalom | Gold     |

### Weitere Erfolge
- Vizeeuropameisterin im Parallel-Slalom in Leysin 1999
- 2-fache österreichische Staatsmeisterin